# Fédéralisme intégral
Le fédéralisme intégral ou encore global est une branche du fédéralisme qui traite d'un modèle d'organisation qui, à la différence du fédéralisme hamiltonien, ne se centre pas sur les seules institutions.

## Présentation
Le fédéralisme intégral, ou global est une vision du fédéralisme qui ne se limite pas à la théorie de l'État fédéral (fédéralisme dit « hamiltonien » qui se centre sur le pouvoir de décision des citoyens par le biais des institutions fédérales).
C'est en fait une philosophie politique à part entière et comportant elle-même diverses branches. Elle est dérivée du personnalisme mais aussi des écrits de Pierre-Joseph Proudhon, du syndicalisme révolutionnaire et du christianisme social. C'est toutefois le terme d'internationalisme (qui reste basé sur les nations) qui a été historiquement retenu par les courants anarchistes (collectivistes et anarcho-syndicalistes notamment) qui, à la différence d'autres courants fédéralistes, s'opposent au mondialisme puisque adversaires de toute forme de gouvernance. Le terme fédéralisme libertaire est donc utilisé pour décrire une société sans frontières entre les personnes mais où chaque territoire conserve son autonomie économique, culturelle et décisionnelle. Pour les anarchistes le nationalisme comme le mondialisme sont deux formes de colonialismes hégémoniques différant seulement par leur échelle. Ces principes ont irrigué, sur le plan international, la Première internationale (Association internationale des travailleurs) et, dans divers pays, de nombreuses organisations participant au courant anarcho-syndicaliste.
Pour les fédéralistes dits hamiltoniens, le fédéralisme intégral est peu démocratique, puisqu'il introduit des pré-conditions idéologiques au fonctionnement fédéraliste, au lieu de laisser les citoyens décider eux-mêmes en fonction des circonstances des orientations politiques que doivent suivre les divers niveaux de décision

## Conceptions théoriques
Plusieurs conceptions du fédéralisme global coexistent, en voici un aperçu.

### Le fédéralisme global selon Alexandre Marc
Parmi les principaux théoriciens du fédéralisme global se trouve Alexandre Marc, ancien secrétaire général de l'Union des fédéralistes européens. Alexandre Marc recherche un équilibre entre universalisme et individualisme, entre autorité et liberté. Ses principes sont subsidiarité, autonomie et participation et coopération. Il s'oppose au jacobinisme et au nationalisme en contestant l'État-nation comme forme d'organisation politique. Il est l'auteur de nombreux ouvrages et articles exposant sa conception du fédéralisme intégral, dont il s'efforcera jusqu'à sa retraite d'assurer la diffusion à travers une intense activité d'enseignement au sein d'institutions diverses, dont il est plus ou moins directement l'animateur, comme le Centre international de formation européenne, l'Institut Européen des Hautes Études Internationales de Nice ou le Collège d'Études Fédéralistes d'Aoste.

### Le fédéralisme global selon le WFM
Le World Federalist Movement (WFM) est une organisation non-gouvernementale internationale. Cette ONG dispose d’un statut consultatif au sein du conseil économique et social et du département d’information publique de l’Organisation des Nations unies. Leur engagement principal est « une réforme des Nations unies pour obtenir une autorité globale efficace et démocratique ». Le WFM est pour la conception d'une fédération d’États nations. Sous le vocable « fédéralisme mondial », il désigne une vision consensuelle dégagée lors d'une multitude de débats de nombreux mouvements pour la paix, nationaux ou internationaux. Cette vision prend forme autour de principes généraux que sont essentiellement :
- Perte des États de leur pouvoir souverain au profit d’institutions communes mondiales.
- Conservation d'une société, d'une culture et de structures politiques propre à chaque État fédéré.
- Application pratique de la philosophie politique du « fédéralisme démocratique » à l’échelle internationale et à l’échelle d’une autorité mondiale (globale).
- Choix du principe de la loi comme base primordiale.
- Choix du principe de lois basés sur des principes démocratiques constitutionnels tel que le suffrage universel.
- Choix du respect des lois sur les libertés individuelles et les droits des minorités.
- Choix du principe de justice indépendante.
- Choix du principe de séparation des pouvoirs.
- Choix du principe de subsidiarité.

## Mouvements et organisations politiques
Liste non exhaustive de mouvements et d’organisations militant pour une forme de fédéralisme global.
- Le World Federalist Movement
- Le Mouvement Mondial des Militants Mondialistes (le 4 M)
- La World Citizen Foundation
- Le Mouvement CiTerrien
- Union des fédéralistes européens
- Jeunes Européens fédéralistes
- Association internationale des travailleurs (anarcho-syndicaliste)
- Internationale des Fédérations Anarchistes

### Francophone
- Le fédéralisme intégral et le personnalisme - par Le Taurillon
- Fondements du Fédéralisme, Destin de l'homme à venir - par Alexandre Marc - 232 p. - 1997
- Fondements du Fédéralisme personnaliste - par Alexandre Marc - 37 p. - 1995
- Le fédéralisme face au futur - par Alexandre Marc - 44 p. - 1990
- Formule d’une Europe parallèle ou rêverie d’un fédéraliste libertaire - par Denis de Rougemont - 1979
- La sociologie anarchiste du fédéralisme (The Anarchist Sociology of Federalism) - par Colin Ward, Freedom, juin-juillet 1992, lire en ligne.

#### Anthologies
- Les principes du fédéralisme, Tops-H. Trinquier, 2017, 391 pages.
- Fédéralisme politique, fédéralisme libertaire, anarchisme, Tops-H. Trinquier, 2017, 391 pages.

### Anglophone
- Grenville Clark, World Federalist - par Joseph Preston Baratta
- World Federalism, European Federalism, & International Democracy - par Jean-Francis Billion
- The Case for a United Nations Parliamentary Assembly - par Dieter Heinrich
- Uniting the Peoples and Nations: Readings in World Federalism - par Barbara Walker
- A Vision of the World: A Short Survey of Federalist History - par Rik Panganiban et Barbara Walker
- Planet Champions: Adventures in Saving the World - par Jack Yost

### Italophone
- Il federalismo integrale di A.Marc - par Attilio Danese - 50 p. - 1996